# 須藤村
須藤村（すどうむら）は栃木県芳賀郡に属していた村である。

## 地理
現在の茂木町の北西部に位置する。
- 山岳：鎌倉山
- 河川：那珂川、坂井川

## 歴史
村名は、かつて領主であった須藤（千本）氏に由来する。

### 村域の変遷
- 1889年（明治22年）4月1日 - 町村制施行により、千本村、上菅又村、下菅又村、坂井村、町田村、生井村、黒田村、竹原村、所草村、大畑村、大瀬村、烏生田村、九石村が合併し芳賀郡須藤村が成立する。
- 1954年（昭和29年）8月1日 - 須藤村は茂木町、逆川村、中川村とともに合併し茂木町が発足。須藤村は消滅。

変遷表
| 1868年 以前 | 1868年 以前 | 明治8年 | 明治22年 4月1日 | 昭和29年 8月1日 | 現在   |
| ----------- | ----------- | ------- | --------------- | --------------- | ------ |
|             | 中根村      | 千本村  | 須藤村          | 茂木町          | 茂木町 |
|             | 上菅又村    |         | 須藤村          | 茂木町          | 茂木町 |
|             | 下菅又村    |         | 須藤村          | 茂木町          | 茂木町 |
|             | 町田村      |         | 須藤村          | 茂木町          | 茂木町 |
|             | 坂井村      |         | 須藤村          | 茂木町          | 茂木町 |
|             | 黒田村      |         | 須藤村          | 茂木町          | 茂木町 |
|             | 生井村      |         | 須藤村          | 茂木町          | 茂木町 |
|             | 大瀬村      |         | 須藤村          | 茂木町          | 茂木町 |
|             | 大畑村      |         | 須藤村          | 茂木町          | 茂木町 |
|             | 烏生田村    |         | 須藤村          | 茂木町          | 茂木町 |
|             | 九石村      |         | 須藤村          | 茂木町          | 茂木町 |
|             | 所草村      |         | 須藤村          | 茂木町          | 茂木町 |
|             | 竹原村      |         | 須藤村          | 茂木町          | 茂木町 |

## 大字
- 千本（せんぼ）
- 上菅又（かみすがまた）
- 下菅又（しもすがまた）
- 町田（まちだ）
- 坂井（さかのい）
- 黒田（くろだ）
- 生井（なまい）
- 大瀬（おおせ）
- 大畑（おおばたけ）
- 烏生田（うごうだ）
- 九石（さざらし）
- 所草（ところくさ）
- 竹原（たけわら）

## 人口・世帯

### 人口
総数 [単位： 人]
| 1889年（明治22年） | 2,676 |
| 1891年（明治24年） | 3,543 |
| 1899年（明治32年） | 4,043 |
| 1920年（大正 9年） | 4,289 |
| 1935年（昭和10年） | 4,618 |
| 1950年（昭和25年） | 5,648 |

### 世帯
総数 [単位： 世帯]
| 1920年（大正 9年） | 783 |
| 1935年（昭和10年） | 862 |
| 1950年（昭和25年） | 964 |